# 夏诺
夏诺（義大利語：Siano），是意大利萨莱诺省的一个市镇。总面积8.47平方公里，人口10338人，人口密度1220.5人/平方公里（2009年）。ISTAT代码为065142。